# Krótos
Pour l’article homonyme, voir Crotos.
Krótos (grec moderne : Κρότος) est une localité située dans le dème de Gortyne, dans le district régional d'Héraklion, dans la periphérie de Crète, en Grèce.
Selon le recensement de 2011, elle compte 88 habitants.